# Bhojpuri
Bhojpuri är det mest talade språket (dialekten) i de indiska delstaterna Bihar och Jharkhand. Språket talas totalt av omkring 25 miljoner i Indien, 1,7 miljoner i Nepal och 300 000 på Mauritius. Tillsammans med maithili och magahi kallas bhojpuri bihari.